# سیارک ۱۶۱۰
سیارک ۱۶۱۰ (به انگلیسی: 1610 Mirnaya، نامگذاری:1928RT) هزار و ششصد و دهمین سیارک کشف شده‌است که در ۱۱ سپتامبر ۱۹۲۸ و در رصدخانه سایمیز کشف شد.
قدر مطلق سیارک برابر ۱۳٫۱۰ است.